# Andor Lilienthal
Andor Lilienthal [ˈɒndor ˈliljɛntaːl] (russisch Андрэ (Андрей) Арнольдович Лилиенталь, wiss. Transliteration Andrė (Andrej) Arnol’dovič Liliental’, auch französisch André Lilienthal; * 5. Mai 1911 in Moskau; † 8. Mai 2010 in Budapest) war ein ungarischer Schachgroßmeister, der ab 1939 sowjetischer Staatsbürger war.

## Leben
Andor Lilienthals Mutter war eine ungarische Sängerin, die seit 1909 an einer Moskauer Bühne engagiert war. Sein Vater war ein ungarischer Elektroingenieur. Lilienthal kam als drittes Kind der Familie zur Welt. Sein Bruder wurde 1907 noch in Budapest geboren, seine Schwester 1909 schon in Moskau. Im Dezember 1913 kehrte die Mutter mit den Kindern nach Budapest zurück, der Vater blieb in Russland und gelangte nach Beginn des Ersten Weltkriegs in Gefangenschaft. Die materiell sehr schwere Zeit während und nach dem Krieg musste Lilienthal in einem Kinderheim zubringen. Seine Mutter hatte krankheitsbedingt ihre Stimme verloren und gab, mittellos geworden, ihre Kinder in staatliche Pflege. Dort erlernte der Junge den Schneiderberuf.
Als 15-jähriger ausgebildeter Schneider, der keine Beschäftigung fand, erlernte Lilienthal Schach. Bald darauf verbrachte er seine gesamte Zeit in den Budapester Cafés, wo er um Geldeinsatz spielte. Im Jahr 1929 fuhr er nach Wien, um dort seinen Vater zu besuchen. Er versäumte auch nicht, die dortigen Schachcafés aufzusuchen, wo er das erste Mal Ex-Weltmeister José Raúl Capablanca traf, der eine Simultanvorstellung gab. Lilienthal erreichte gegen ihn ein Remis. Ansonsten gelang es ihm, so viel Geld in den Cafés zu verdienen, dass er eine Reise nach Berlin finanzieren konnte. Auch in Berlin verbrachte er viel Zeit in den dortigen Cafés und machte sich einen Namen als starker Spieler. Seine nächste Station wurde 1930 Paris. Seinen guten Ergebnissen in den dortigen Schachcafés folgte eine Einladung zu seinem ersten internationalen Turnier, ausgetragen in Paris. Lilienthal erreichte bei seinem Debüt 4 Punkte aus 7 Partien und teilte die Plätze 4 und 5.
In den nun folgenden Jahren nahm er an einer Reihe von bedeutenden Turnieren teil, seine beste Zeit waren die 1930er- und 1940er-Jahre. Zur Jahreswende 1934/1935 in Hastings schlug er Capablanca in einer aufsehenerregenden Partie. Er spielte für Ungarn an drei Schacholympiaden: 1933 in Folkestone (10 aus 13), 1935 in Warschau (15 aus 19) und 1937 in Stockholm (12 aus 17). Während des Moskauer Turniers von 1935 lernte er eine Russin namens Jewgenija kennen, die bald darauf seine Gattin wurde. Das Ehepaar wohnte seitdem in Moskau, Lilienthal erhielt 1939 die sowjetische Staatsbürgerschaft.

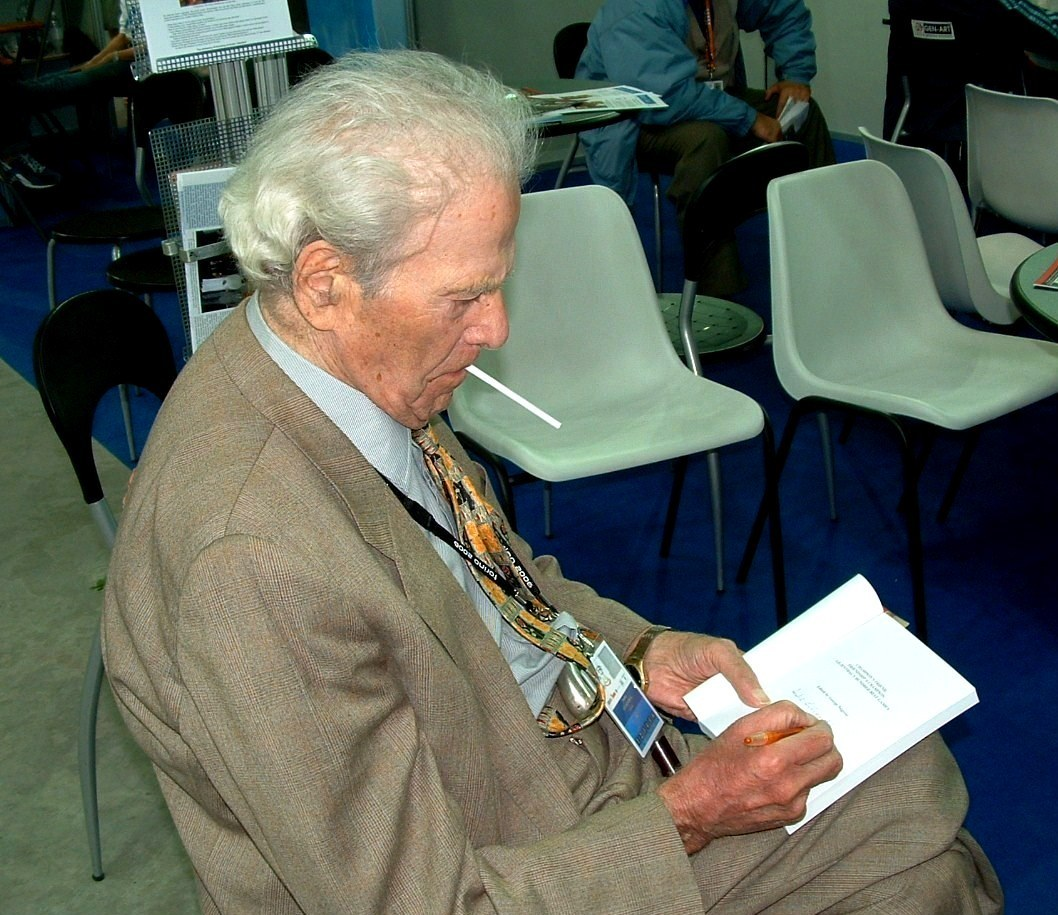
Andor Lilienthal bei der Schacholympiade 2006 in Turin

Seit 1937 nahm er an den Meisterschaften der UdSSR teil. 1938 wurde er (außer Konkurrenz) Meister Weißrusslands. 1940 gewann er die Meisterschaft Moskaus, bei der UdSSR-Meisterschaft 1940 in Moskau teilte er den ersten Platz mit Igor Bondarewski und Wassili Smyslow. Der Zweite Weltkrieg hinderte ihn an der vollständigen Ausschöpfung seines Schachpotenzials.
Durch einen 5. Platz beim Interzonenturnier in Saltsjöbaden 1948 qualifizierte er sich für das Kandidatenturnier in Budapest 1950, bei dem er auf Platz 8 kam. In den 1950er-Jahren begann er eine Trainerlaufbahn und arbeitete unter anderem von 1951 bis 1963 mit Tigran Petrosjan zusammen. Er selbst spielte in dieser Zeit nur wenige Turniere. Ein gutes Resultat gelang ihm noch bei einem Turnier in Moskau 1962, dort belegte er den mit Gedeon Barcza und Dawid Bronstein geteilten 3. Platz. 1976, nach dem Tode seiner Frau, kehrte Lilienthal nach Budapest zurück. Er heiratete noch zweimal, zunächst die Russin Ljudmila und 1987 die Russin Olga.
Seine lebhafte Erinnerung an Emanuel Lasker, der in den 1930er-Jahren in Moskau im Exil war und von Lilienthal betreut wurde, trug er 2001 aus Anlass des ersten Kongresses der Emanuel-Lasker-Gesellschaft in Potsdam mit Charme und Geistesfrische vor.
Seine beste historische Elo-Zahl war 2710. Er erreichte sie 1934. Damals war er der sechstbeste Spieler der Welt. Aufgrund seiner internationalen Erfolge erhielt er 1950 von der FIDE als einer der ersten Spieler den Titel Großmeister. An seinem 85. Geburtstag erhielt er aufgrund seiner Verdienste um das Schachspiel von FIDE-Präsident Kirsan Iljumschinow eine monatliche Pension in Höhe von 750 US-Dollar auf Lebenszeit zugesprochen.

## Partiebeispiel
|   | a | b | c | d | e | f | g | h |   |
| 8 |   |   |   |   |   |   |   |   | 8 |
| 7 |   |   |   |   |   |   |   |   | 7 |
| 6 |   |   |   |   |   |   |   |   | 6 |
| 5 |   |   |   |   |   |   |   |   | 5 |
| 4 |   |   |   |   |   |   |   |   | 4 |
| 3 |   |   |   |   |   |   |   |   | 3 |
| 2 |   |   |   |   |   |   |   |   | 2 |
| 1 |   |   |   |   |   |   |   |   | 1 |
|   | a | b | c | d | e | f | g | h |   |

Lilienthal spielte seine berühmteste Partie beim Turnier von Hastings 1934/35 gegen Capablanca, in der er den Ex-Weltmeister nach einem spektakulären Damenopfer in nur 26 Zügen besiegen konnte.
Lilienthal–Capablanca 1:0
Hastings, 1. Januar 1935
Nimzowitsch-Indische Verteidigung, E24
1. d2–d4 Sg8–f6 2. c2–c4 e7–e6 3. Sb1–c3 Lf8–b4 4. a2–a3 Lb4xc3+ 5. b2xc3 b7–b6 6. f2–f3 d7–d5 7. Lc1–g5 h7–h6 8. Lg5–h4 Lc8–a6 9. e2–e4 La6xc4 10. Lf1xc4 d5xc4 11. Dd1–a4+ Dd8–d7 12. Da4xc4 Dd7–c6 13. Dc4–d3 Sb8–d7 14. Sg1–e2 Ta8–d8 15. 0–0 a7–a5 16. Dd3–c2 Dc6–c4 17. f3–f4 Td8–c8 18. f4–f5 e6–e5 19. d4xe5 Dc4xe4 Diagramm 20. e5xf6 De4xc2 21. f6xg7 Th8–g8 22. Se2–d4 Dc2–e4 23. Ta1–e1 Sd7–c5 24. Te1xe4+ Sc5xe4 25. Tf1–e1 Tg8xg7 26. Te1xe4+ Ke8–d7 1:0